# Santuario Hikawa
El santuario Hikawa (氷川神社, Hikawa-jinja) es un santuario sintoísta situado en el barrio de Ōmiya-ku, en la ciudad de Saitama, en la prefectura homónima, en Japón. Alrededor del santuario hay un gran parque en el que hay muchos árboles florecidos de cerezos, un zoológico y un museo.
El distrito de Omiya (literalmente en español "gran santuario"), se deriva del favor especial mostrado por el emperador Meiji, el cual elevó a Hikawa por encima de todos los demás santuarios en la región de Kantō.
De pie detrás de tres puertas torii en un bosque con muchos olmos japoneses antiguos, el santuario afirma tener una historia de 2400 años.

## Historia
Según la tradición, el santuario se estableció durante el reinado del emperador Kōshō en el 473 a. C. Una leyenda cuenta que Yamato Takeru, quien se lesionó la pierna durante su cruzada hacia el Este, visitó el santuario de acuerdo con las instrucciones de un anciano que apareció en un sueño. Después de adorar, pudo tenerse en pie por sí solo. Se sabe que el nombre antiguo de la región, Ashidate (足 立, que literalmente significa "soporte de piernas") recibió su nombre de este incidente. El estanque dentro de los terrenos del santuario es un remanente de Minuma y se considera que tiene raíces en la consagración del dios del agua de Minuma.
Hikawa fue designado como el principal santuario sintoísta (ichinomiya) de la antigua provincia de Musashi. Este santuario principal tiene 59 santuarios filiales en Tokio y 162 santuarios filiales en la prefectura de Saitama.
Desde 1871 hasta 1946, el santuario Hikawa fue designado oficialmente como uno de los chokusaisha por el emperador Meiji y uno de los Kanpei-taisha (官幣大社), lo que significa que se encontraba en el primer rango de los santuarios financiados por el gobierno. La estructura del santuario principal fue renovada en 1882. En 1940, un proyecto financiado por el gobierno reconstruyó la estructura del santuario principal, la torre de la puerta y otras estructuras.
En 1976, el gran torii del santuario Meiji que había sido dañado por un rayo en 1966 fue reparado y reubicado en el santuario Hikawa.

### Visitas imperiales al santuario

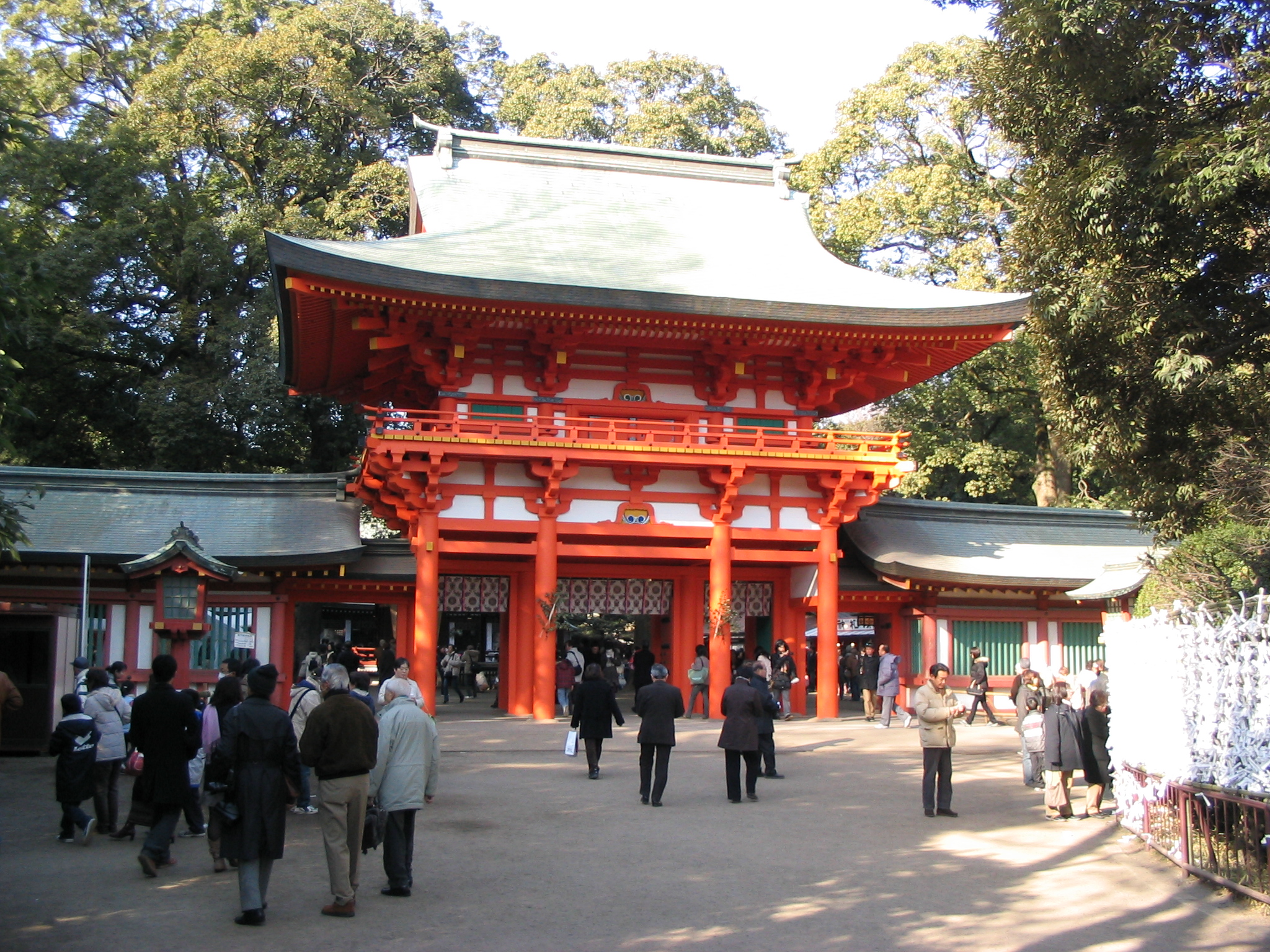
Fachada del santuario

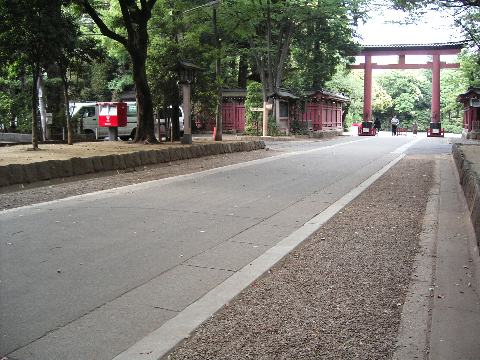
Puerta torii en la entrada al santuario Hikawa

- 11 de diciembre de 1868: La primera visita del emperador Meiji.[1]
- 1870: El emperador reza en Hikawa.[1]
- 1873: El emperador se traslada al santuario.[1]
- 31 de agosto de 1878: El emperador viaja desde Tokio hasta Hikawa.[1]
- 1896: El príncipe heredero Yoshihito visita el santuario.[1]
- 1917: El príncipe heredero Hirohito visita Hikawa.[1]
- 1919: El regente Hirohito (sesshō) visita el santuario.[1]
- 1920: La emperatriz Sadako (kogō) visita Hikawa.[1]

## Veneración sintoísta
Este santuario sintoísta está dedicado a la veneración de los kami o espíritus de: Susanoo-no-mikoto, Ōnamuchi-no-mikoto e Inadahime-no-mikoto.

## Santuarios relacionados
Existen cerca de 290 santuarios secundarios (o filiales de éste) en todo Japón, también denominados «Hikawa». La mayoría son pequeños, pero todos se consideran lugares de descanso del dios Susanoo.

## Vías de acceso
- 10 minutos a pie desde la estación Kita-Ōmiya o desde la estación Ōmiya-kōen en Tōbu Urban Park Line.
- 20 minutos a pie desde la estación Omiya (East JR o Tōbu Noda Line).